# EL34

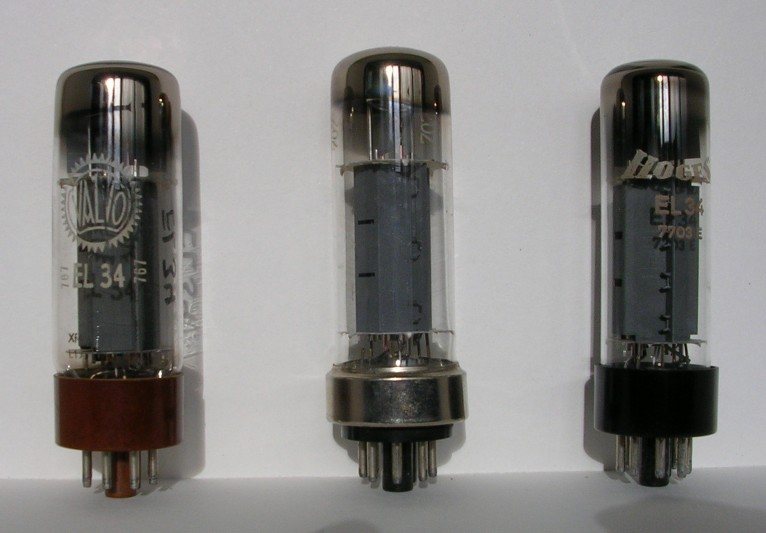
Verschiedene EL34

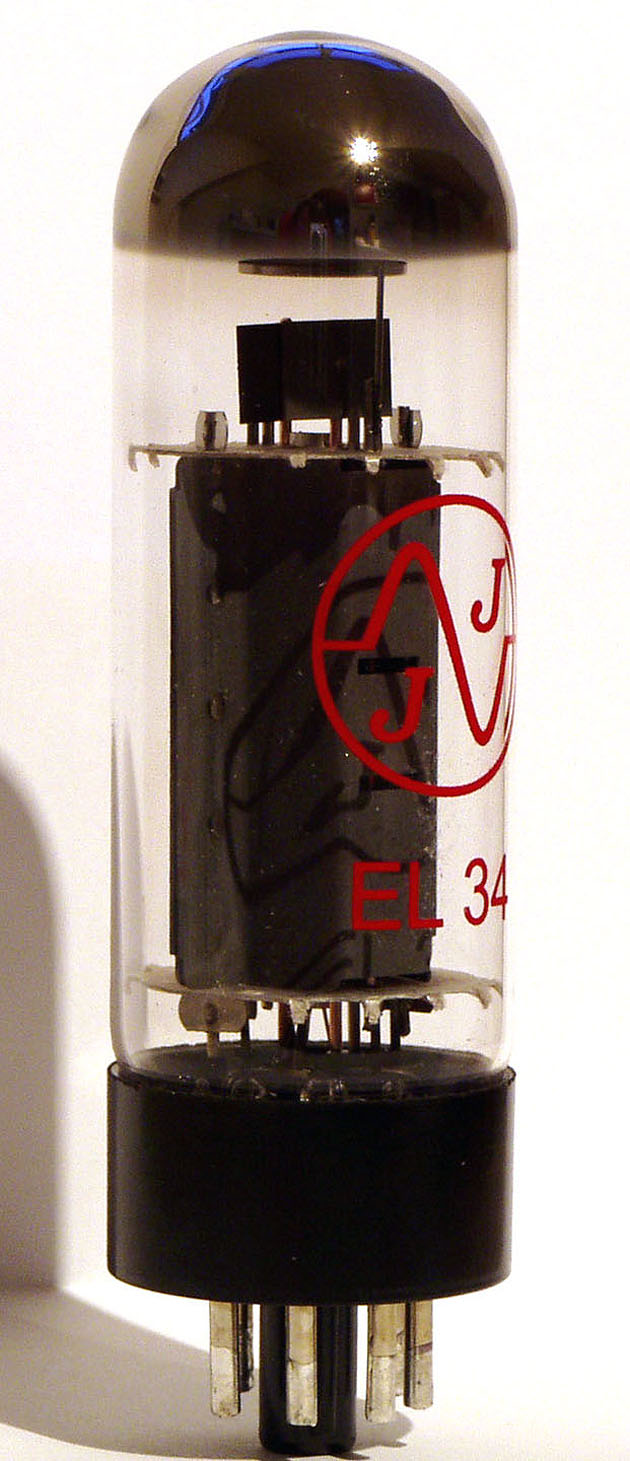
Eine EL34 des slowakischen Unternehmens JJ, vormals Tesla

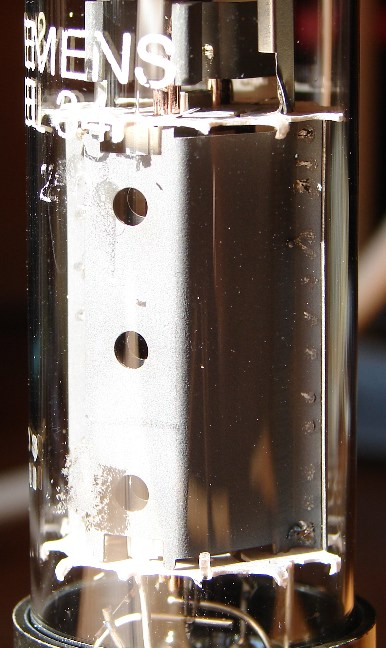
Eine EL34 mit Siemens-Label – eine Beam-Power-Variante

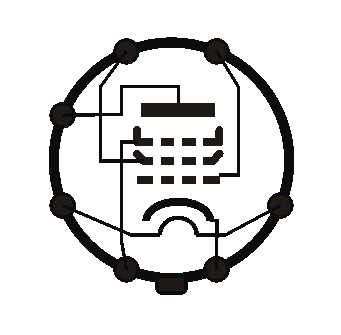
Sockelbelegung,
von unten gesehen

Die Elektronenröhre EL34 ist eine Pentode, die in Endstufen von Audioverstärkern wie beispielsweise Gesangs- und Gitarrenverstärkern verwendet wird.

## Geschichte
Die Entwicklung der EL34 reicht über verschiedene Vorläufertypen zurück bis in die Zeit vor dem Zweiten Weltkrieg. So ist etwa die EL60 ein von Philips/Valvo eingeführter Vorläufer, der sich nur durch die Verwendung eines 9-poligen Loktalsockels anstatt des Oktalsockels von dieser unterscheidet.
Die ersten Exemplare mit der Bezeichnung EL34 erschienen im Jahr 1949. Zunächst vielfach in Mischverstärkern mittlerer Leistung eingesetzt, wurde sie ab etwa 1968 durch die in der Rockmusik oft verwendeten Marshall-Gitarrenverstärker weltweit bekannt. Die europäischen Firmen wie Philips oder Telefunken haben die Produktion bereits vor Jahren eingestellt. Im nordamerikanischen Raum wurde die Röhre als 6CA7 von General Electric und RCA gefertigt.
Daneben gab es diverse ähnliche Nachbauten dieser Pentode wie beispielsweise die KT77, die aktuell in der Slowakei wieder hergestellt wird. Auch Unternehmen wie die russische Svetlana Tubes oder der slowakische Röhrenhersteller JJ Electronic haben diese Endpentode unter der Bezeichnung EL34 auch noch im Jahr 2006 aus neuer Produktion im Lieferprogramm.
Ferner gibt es mindestens eine Serie mit Siemens-Label, die statt der konventionellen Pentodenbauweise mit Bremsgitter als Strahlpentoden aufgebaut sind (sogenannte Beam-Power-Bauweise) und ein Strahlblech aufweisen (siehe Foto). Diese sind uneingeschränkt gegen die normale Bremsgittervariante austauschbar.

## Verwendung
Die Röhre wird oft in Bühnenverstärkern für E-Gitarren eingesetzt. Hier ist der Eintakt-A-Betrieb besonders interessant, da er bei Vollaussteuerung oder leichter Übersteuerung zu charakteristischen, für diese Musik typischen Verzerrungen führt.
Die EL34 wird auch in den Endstufen vieler Hi-Fi-Röhrenverstärker sowohl wegen der ihr unterstellten klanglichen Qualitäten als auch wegen ihrer Fähigkeit zu vergleichsweise hohen Ausgangsleistungen gerne eingesetzt.

## Technische Daten
In der Röhrenbezeichnung EL34 bedeuten: E – 6,3 V Heizspannung, L – Leistungspentode; die 3 steht für den Sockeltyp (Oktalsockel) und die 4 ist eine laufende Nummer. Die amerikanische Bezeichnung für diese Röhre ist 6CA7. Russisch heißt sie 6P27S (Kyrillisch: 6П27C) Die Stromaufnahme der indirekten Heizung beträgt 1,5 A, die maximale Anodenverlustleistung beträgt 25 Watt und die Schirmgitter-Verlustleistung 8 Watt.
Mit einer EL34 lassen sich 11 Watt Ausgangsleistung als Klasse-A-Verstärker erreichen. Zwei EL34 erzielen 34 Watt als Gegentakt-AB-Verstärker und 100 Watt als Gegentakt-B-Verstärker (800 V Betriebsspannung, 5 % Klirrfaktor).
Die Betriebsparameter eines solchen Klasse-A-Verstärkers (1 Röhre) betragen laut Valvo-Datenblatt 1965:
- Anodenspannung / Schirmgitterspannung: 265 V
- Anodenstrom: 100 mA
- Schirmgitterstrom: 14,9 mA
- Klirrfaktor (11 Watt Ausgangsleistung): 10 %
- Arbeitswiderstand (Ausgangsübertrager-Kopplung zum Lautsprecher): 2 kOhm